# Petr Joukl
Petr Joukl (* 22. březen 1983 v Hrčavě) je český profesionální fotbalista. Nastupuje na pozici záložníka. V současné době působí v týmu FK Fotbal Třinec.
S velkým fotbalem začal v Mostech u Jablunkova. Následně působil v Třinci a zkusil si i nejvyšší fotbalovou soutěž v dresu Baníku Ostrava. Dlouhodoběji se však v A-týmu neprosadil a vrátil se do Třince, kde dodnes působí.